# فيكتور موراكس
فيكتور موراكس (بالفرنسية: Victor Morax)‏ ‏ (1866-1935) هوَ طبيب عُيون فَرنسي وُلدَ في مورس في سويسرا.
درسَ فيكتور في فرايبورغ وَفي باريس، وعملَ في الفترة ما بين 1891-1903 في معهد باستير في باريس، وَفي الفَترة ما بين 1903-1928 عملَ في مستشفى لاربوزير (Lariboisière Hospital)، وفي عام 1929 عادَ كعضو دائم في مَعهد باستير، وفي عام 1930 أصبحَ عُضواً في الأكاديمية الوطنية للطب.
وَأثناء فَترة تواجدُه في معهد باستير، اكتشف فيكتور بكتيريا المُوراكسيلَّة الجَوبيَّة العَصوية المُسببة لِمرض التهاب المُلتحمة المُزمن، حيثُ يُطلق على هذا المَرض عادةً «مَرض موراكس» أَو «التهاب ملتحمة أكسينفيلد» نسبةً إلى طبيب العُيون الألماني ثيودور أكسينفيلد (1867-1930) الذي اكتشفَ هذه البكتيريا في نَفس وقت اكتشاف موراكس لَها.
وفي عام 1923 أصبحَ فيكتور موراكس نائباً لِعالم البكتيريا شارل نيكول الذي عمل كرئيس «للرابطة الدُولية لِمكافحة التراخوما»، وفي عام 1929 قام فيكتور بِنشر مَقال طِبي بِعنوان (التراخوما)، وأصبحَ منذُ بداية عام 1892 مُحرراً في مجلة (Annales d'oculistique).